# 苏民
苏民（1926年7月11日—2016年8月28日），原名濮思洵，男，江苏溧水人，生於山东济南，中国话剧演员、导演，北京人民艺术剧院演员、导演，中国戏剧家协会会员，北京市文联理事。。苏民曾任北京人民艺术剧院演员队长、副院长。话剧代表作品有《蔡文姬》、《雷雨》等，電視剧代表作品《三国演义》的司马徽、《东周列国·春秋篇》的蹇叔、电影代表作品《鸦片战争》的道光帝。

## 生平
苏民生在一个书香门第，是父亲48岁时才有的孩子，也是家里最小的儿子，在家排行第六。
苏民曾两次成为父亲的学生。1931年九一八事变，父亲携全家逃至北平，白天四处谋职，夜晚给苏民开古诗文课。苏民随父亲学习一年半，至6岁多上小学。1937年小学5年级时，七七事变爆发，父亲失业，苏民也没能上6年级，又在家随父亲学古诗文。
后来，苏民上了北京市立第三中学。1942年，苏民正在北京市立第三中学上高二。由于曾随国立艺专老师学画，所以专门负责为班级出壁报。当时北京市立第三中学几个学习好的同学办了份《荧火》壁报，他画了所有版头。苏民回忆道：“蓝天野就在我们教室对过的高一班，他也出壁报，他是他们班的美术编辑。我们两班的壁报，就在两班的过道的两张木板墙上，全校同学都来看。”19岁在北京国立艺专上学时，苏民还和孙其峰及4个高年级学生在中山公园办了一次画展。但他并未当画家，而走了演员之路。
1942年，苏民在北京市立第三中学上高二时，参与组织了跨学校的学生剧团“沙龙剧团”。后来尽管剧团成员考入不同大学，但沙龙剧团继续活动。1945年底，沙龙剧团同中共地下党组织接上关系。当时，蓝天野的姐姐和姐夫都是被中共党组织派至北平的中共地下党员。一天，沙龙剧团副团长（也是中共地下党员）带着尚未入党的沙龙剧团团长以及苏民，到中共解放区张家口。在张家口，北平城市工作部部长刘仁嘱咐他们回北平后组织“戏剧团体联合会”。他们回北平后，以沙龙剧团作为发起单位，组织北平各剧团在1946年成立“戏剧团体联合会”。1946年，苏民加入中国共产党。1946年，为躲避中国国民党迫害，经中共地下党组织安排，苏民到长春躲避半年。
北京人民艺术剧院成立后，苏民成为北京人民艺术剧院第一批主要演员。文革期间，苏民在北京团河农场劳动改造，妻子贾铨带着小儿子在河南五七干校，儿子濮存昕在北大荒的黑龙江生产建设兵团，女儿在内蒙古插队。
1980年代，北京人民艺术剧院举办表演训练班，前后共8届，苏民都参与教学，其中3届任主教老师。梁冠华、宋丹丹、郑天玮、王姬、徐帆、陈小艺、江珊、何冰、胡军、王斑、李洪涛、马星跃等，都是训练班里他的学生。1987年担任北京人民艺术剧院副院长。
2016年8月28日，苏民在北京家中病逝，享年89岁。

## 作品

### 话剧表演
- 《雷雨》饰周萍
- 《蔡文姬》饰周进
- 《智者千虑必有一失》饰格洛莫夫
- 《胆剑篇》饰范蠡

### 电视剧表演
- 《三国演义》饰司马徽
- 《东周列国春秋篇》饰蹇叔

### 电影表演
- 《鸦片战争》（1997年）饰道光帝

### 导演
- 《在街道上》
- 《红色火车头》
- 《老师啊，老师》
- 《李白》
- 《蔡文姬》

## 家族
苏民出身溧水濮氏。濮家有枚祖传印章“清白吏子孙”。
- 高曾祖：濮瑗，家谱尊称琅圃公，清朝道光六年进士[1][4]
- 曾祖父：濮文暹（濮青士），家谱尊称青士公，为濮瑗的长子，与弟弟濮文昶（家谱尊称椿馀公，为濮瑗的三子）是清朝同治年间同榜进士。[1][4]
- 祖父：濮贤恪
- 父：濮良至（斋名“古度斋”）是家族中的长房长孙，是清朝贡生，科举取消后入山东大学堂学习，曾任江西省财政厅厅长，还在中国东北当过两任县长。[1]
- 姐：苏亭[1]
  - 姐夫：李耕涛，原天津市市长[1]
- 三哥：濮思源[4]
- 妻：贾铨[1]
- 子：濮存昕[1]